# Турильд, Томас
Томас Ту́рильд (То́рильд) (швед. Thomas Thorild; Мункедаль, Бохуслен 18 апреля 1759 — Грайфсвальд, Шведская Померания 1 октября 1808) — шведский поэт-сентименталист, философ-пантеист эпохи позднего Просвещения.

## Жизнеописание
Впервые обратил на себя внимание дидактической поэмой «Страсти» (швед. Passionerna, опубл. 1785), которая — главным образом формой — резко противоречила господствовавшим тогда литературно-эстетическим воззрениям и вкусам. В 1786 г. Турильд, с целью добиться расширения свободы печати, представил королю свою брошюру: «О всеобщей свободе мысли» (швед. Om det allmänna förståndets frihet). Полемику по этому вопросу Турильд продолжал в сочинении: «Критика на критиков, с наброском законов для области ума» (швед. Kritik öfver Kritiken, med ett Utkast till Lagstiftning i snillets värld, 1791). После смерти короля Густава III Турильд издал брошюру «Честность» (швед. Aerligheten), за которую в 1793 г. был присуждён к 4-летнему изгнанию. Позже занял место библиотекаря в Грайфсвальде, где издал краткий набросок своей философской системы: «Максимум, или Архиметрия» (швед. Maximum seu Archimetria).

## Источник
- Торильд, Томас // Энциклопедический словарь Брокгауза и Ефрона : в 86 т. (82 т. и 4 доп.). — СПб., 1890—1907.